# Dectocraspedon
Dectocraspedon — рід еребід з підродини совок-п'ядунів, представники якого мешкають у Південній Америці.

## Систематика
У складі роду відомі 4 види:
- Dectocraspedon braziliensis Schaus, 1916
- Dectocraspedon latefasciata Schaus, 1916
- Dectocraspedon lichenea Hampson
- Dectocraspedon obtusalis Schaus, 1916